# Escapisme
Escapisme (van Engels escape, ontsnapping, lek, ontkoming, afleiding en escapism, gewoonte of neiging de werkelijkheid te ontvluchten; woord is afkomstig uit Oud-Noordfrans "escaper" en Oudfrans "eschaper" (vgl. modern Frans "échapper"), met de vulgair-Latijnse basis "excappare") is de psychologische neiging of gewoonte om de zorgen van het alledaagse leven en de daarbij horende verplichtingen te vergeten. Een escapist trekt zich terug in een "andere wereld", zoals fictie, amusement, hobby, theater, videospellen en film. Het begrip escapisme komt daarom voor in de mediapsychologie.

## Escapisme in dagelijks leven
Sommige onderzoekers geloven dat escapisme eigen is aan het hedendaagse technologische leven omdat het de mensen afleidt van hun biologische, normale leven. Mensen ontsnappen aan de sleur van het dagelijks leven door middel van fictie en geofictie in de literatuur, film, televisie, rollenspellen, pornografie, religie, drugs, internet en videospellen. Vele activiteiten die een normaal deel van een gezond leven zijn (eten, sporten en seksualiteit) kunnen vormen van escapisme worden als ze overmatig worden beoefend.

## Positief escapisme
Escapisme wordt vaak gezien als een extreem verschijnsel en daarom negatief beoordeeld. Dit suggereert dat lijders aan escapisme ongelukkig zijn en niet kunnen of willen deel uitmaken van hun omgeving.
Maar sommige auteurs vechten het idee aan dat escapisme negatief is. J.R.R. Tolkien bijvoorbeeld nam met zijn essay On Fairy-Stories ("Over sprookjes", 1939) deel aan een academisch debat over escapisme in 1930. Hij schreef dat escapisme een bevrijdende rol kan spelen en een andere werkelijkheid kan vinden.
Why should a man be scorned if, finding himself in prison, he tries to get out and go home? Or if, when he cannot do so, he thinks and talks about other topics than jailers and prison-walls?
(vertaling: "Waarom zouden we een gevangene minachten, omdat hij probeert uit te breken en naar huis wil? Of, als dat onmogelijk is, omdat hij over andere onderwerpen denkt en praat dan over cipiers en muren?")
Vandaar dat zijn vriend C.S. Lewis vaak grapte dat de meeste vijanden van het escapisme cipiers waren. Tolkien ziet de literatuur – zoals Sigmund Freud in zijn artikel Der Dichter und das Phantasieren (1907) – als een mogelijkheid om in de verbeelding wensen en verlangens te vervullen als dit in de werkelijkheid niet kan.

## Negatief escapisme
Sommige critici waarschuwen voor pogingen van de instituties die de samenleving beheersen, om middelen voor escapisme aan te bieden in plaats van de toestand van het volk te verbeteren. Karl Marx schreef dat "Religie opium van het volk is". Dit is het omgekeerde van de bewering van Augustinus van Hippo, onder meer in de Confessiones: dat mensen voldoening proberen te vinden in materiële zaken om een innerlijke leegte te vullen die enkel God kan vullen.

## Fictie
Escapistische samenlevingen komen vaak voor in de literatuur. De sciencefictionroman The Time Machine (1895) van H.G. Wells vertelt over de Eloi, een zorgeloos mensenras uit de toekomst. Het boek bekritiseert kapitalisme of in ieder geval de klassenmaatschappij als een vorm van ontsnappen. Escapistische samenlevingen treden vaak op in dystopische romans, zoals Fahrenheit 451 (1953) van Ray Bradbury, waarin de samenleving televisie en schelpenradio's gebruikt om te ontsnappen aan een leven van regels en angst voor de dreigende oorlog.

## Stimulans voor verandering
De Duitse sociale filosoof Ernst Bloch
schreef dat utopieën en aansprekende fantasieën, hoe primitief ze ook mogen zijn, toch een stimulans voor radicale sociale verandering kunnen zijn. Volgens Bloch kan sociale gerechtigheid niet bestaan zonder dat men dingen fundamenteel anders gaat zien. Iets wat volgens de normen van een technologisch rationele samenleving slechts "dagdromen" of "escapisme" is, kan het beginpunt zijn voor een nieuwe en meer menselijke samenleving. Men kan escapisme beschouwen als een "onvolwassen, maar oprecht surrogaat voor revolutie".